# Obelisk (leesteken)
Een obelisk of obelus (een kruis) is een kruisvormig leesteken (†, Unicode U+2020) met een paar uiteenlopende functies. In de eerste plaats is het een voetnootteken, gebruikt als een asterisk op de pagina al gebruikt is, of in sommige gevallen voor eindnoten. 
Er is ook een dubbele obelisk (‡, Unicode U+2021), die gewoonlijk als voetnootteken direct na de obelisk wordt gebruikt. In tegenstelling tot de asterisk is geen van beide symbolen op een conventioneel toetsenbord te vinden.
De naam "obelisk" is afgeleid van het Griekse obeliskos, wat "kleine obelus" betekent. Dit komt van het Griekse woord obelos, wat zoveel betekent als "braadspit" en "spitsvormige pilaar".

## Toepassingen
- Verwijzing naar een voetnoot
- Achter de naam van een persoon: aanduiding dat die persoon overleden is
- Achter de naam van een biologische taxonomische groep: aanduiding dat die groep uitgestorven is
- In de notatie van het schaakspel: aanduiding dat de koning schaak staat
- In de natuurkunde: om de hermitisch toegevoegde van een operator aan te duiden. A† stelt dan de hermitisch toegevoegde van de operator A voor. Wanneer A† = A noemt men de operator zelf hermitisch. Deze notatie wordt veel gebruikt in de kwantummechanica.

## Trivia
René Goscinny, de bedenker van de stripreeks Asterix, baseerde zich op de naam van dit leesteken toen hij de eeuwige vriend van de held uit die strip bedacht. Obelix volgt Asterix in de strip, net als een obelisk een asterisk volgt in de symbolen voor voetnoten.